# Wintersleep
I Wintersleep sono un gruppo musicale indie rock canadese attivo dal 2001.

## Storia del gruppo
Il gruppo si è formato ad Halifax (Nuova Scozia) nel 2001.
Dopo aver pubblicato due album per la Dependent Music, nel 2006 il gruppo si è unito ad una sussidiaria della EMI (Labwork) e ha rimasterizzato gli stessi due album diffondendoli anche nel mercato statunitense.
Nell'ottobre 2007 è uscito il terzo disco del gruppo, che gli è valso uno Juno Award come "gruppo rivelazione dell'anno".
L'11 luglio 2009 hanno aperto il concerto di Paul McCartney al parco di Halifax.
Nel settembre 2009 hanno iniziato a lavorare all'album New Inheritors, diffuso nel maggio 2010.
Il 14 gennaio 2011 si sono esibiti al Late Show with David Letterman.
Nel 2012 è uscito il loro quinto album.

## Formazione
- Paul Murphy - voce, chitarra (dal 2001)
- Loel Campbell - batteria, chitarra (dal 2001)
- Tim D'eon - chitarra, tastiere (dal 2001)
- Mike Bigelow - basso (dal 2007), tastiere (2005-2006)
- Jon Samuel - tastiere, cori, chitarra (dal 2006)

Ex membri
- Jud Haynes - basso (2002-2007)

## Discografia
Album 
- 2003 - Wintersleep
- 2005 - Senza titolo (Untitled)
- 2007 - Welcome to the Night Sky
- 2010 - New Inheritors
- 2012 - Hello Hum
- 2016 - The Great Detachment